# Međimurska trikotaža Čakovec
Međimurska trikotaža Čakovec, poznata i po kratici MTČ, bivša hrvatska tekstilna tvornica, jedna od najvećih u zemlji u toj djelatnosti, koja se bavila proizvodnjom i prodajom trikotažnih proizvoda. Osnovana 1923. godine u Čakovcu kao dioničko društvo braće Graner, čakovečkih poduzetnika židovskog podrijetla, koje je proizvodilo vrpce i čarape, nakon Drugog svjetskog rata (1945/46. godine) je nacionalizirana, 1995. pretvorbom usklađena s tada važećim Zakonom o trgovačkim društvima, a 1996. restrukturirana i podijeljena na više trgovačkih društava, od kojih je većina, uključujući matično društvo, do 2016. prestala postojati.

## Osnovni podaci
MTČ je bio industrijski gigant, druga najveća tvrtka u Međimurju po broju zaposlenika, kojih je u vrijeme najveće konjunkture 80-tih godina 20. stoljeća bilo oko 3.500, dok je istodobno najveći bio Građevni kombinat „Međimurje“ Čakovec s preko 8.000 zaposlenih. Kao Međimurska trikotaža d.d. Čakovec upisana je u sudski registar s nadnevkom 30. studenog 1995. godine, s temeljnim kapitalom u iznosu od 91.777.000,00 njemačkih maraka (DEM). Taj je temeljni kapital bio podijeljen na 183.554 dionice od kojih je svaka imala nominalnu vrijednost 500,00 DEM. 
Podjelom MTČ-a na više trgovačkih društava, koja je izvršena 1996. godine, došlo je do složenih promjena s prijenosom dionica, pri čemu je MTČ d.d. je postao holding kompanija, u čijem su vlasništvu bila sva druga trgovačka društva iz grupe MTČ, oblikovana kao društva s ograničenom odgovornošću. Ona su potom preoblikovana u dionička društva. Izvršeno je niz promjena, pa je smanjen temeljni kapital i broj dionica, tako da su mali dioničari bili vlasnici 26.370 dionica ili 42,2% temeljnog kapitala, a Hrvatski fond za privatizaciju 36.082 dionice ili 57,8% temeljnog kapitala. Nekoliko godina kasnije, 2001. godine, vlasnička struktura MTČ d.d. je bila drukčija: mali dioničari su posjedovali 14.369 dionica (23,0%), Privatizacijski i investicijski fond Pleter njih 15.599 (25,0%), a većinu ostalih dionica kupilo je nekoliko privatnih osoba (pojedinačno od oko 6.000 do 9.000 (s udjelima od oko 10-14,5%), od kojih su neke bile zaposlene u MTČ-u. Sljedećih godina došlo je daljnjih promjena u vlasničkoj strukturi, poslovanje je sve više rezultiralo gubitkom, te je to naposlijetku dovelo do prestanka postojanja MTČ-a d.d. i većine ostalih tvrtki iz grupacije.
Podatci o poslovanju govore da je, primjerice, u razdoblju 1996.-2001. godine MTČ-ova aktiva smanjena s 198,15 milijuna kuna (koliko je iznosila 1996.) na 139,04 mil. kn (2001.). U toj aktivi je istodobno udjel dugotrajne imovine pao s 120,85 mil. kn na 71,23 mil. kn. U pasivi tvrtke, koja je isto kao i aktiva u promatranom razdoblju pala s 198,15 mil. kn na 139,04 mil. kn, udjel upisanog kapitala je iznosio 112,41 mil. kn, a pričuve su smanjene s 28,31 mil. kn na 16,77 mil. kn. Silazni trendovi pokazuju da je u tom razdoblju poslovanje s dobiti preraslo u poslovanje s gubitkom. Tako su ostvareni ukupni prihodi 1996. godine bili u visini od 126,89 mil. kn, a ukupni rashodi 125,99 mil. kn, što je značilo dobit od oko 900 tisuća kuna. Znakovito je da su pet godina poslije, 2001., ukupni prihodi iznosili samo 103,36 mil. kn, ukupni rashodi 125,37 mil. kn, a negativni poslovni rezultat, odnosno gubitak, koji je proizašao iz toga 22,01 mil. kn.

## Povijest
Povijest Međimurske trikotaže Čakovec seže do 1923. godine, kada je utemeljena tvornica vrpci i vezica za cipele, koja je počela s radom u siječnju te godine. Njeni utemeljitelji su bili braća Hinko, Moritz i Maks Graner, čakovečki poduzetnici židovskog podrijetla. Sljedeće godine tvornica, koja je nosila naziv „Braća Graner“, proširila je poslovanje na proizvodnju čarapa te zaposlila nekoliko desetaka radnika. U tridesetim godinama u tvornicu je investiralo nekoliko novih poduzetnika, a počela je i proizvodnja trikotažnih artikala, tako da je ta tvrtka bila jedna od većih u svojoj branši u srednjoj Europi. 
Nakon smrti posljednjeg od braće 1936. godine, vlasnikom postaje Hinkov sin Miroslav Graner. Krajem Drugog svjetskog rata on je razvlašten, a nova komunistička vlast je tvornicu nacionalizirala, promijenivši joj 1946. ime u Međimurska trikotaža Čakovec. U tvornici je u prvim poslijeratnim godinama bilo zaposleno oko 500 radnika, a proizvodilo se donje rublje, gornja odjeća, čarape, pozamanterijski proizvodi (vrpce, vezice i sl.) te pletivo u metraži. Osim u Čakovcu, osnovani su pogoni i u nekim drugim međimurskim naseljima (Mursko Središće, Kotoriba, Turčišće), a broj djelatnika se stalno povećavao pa ih je tako 1962. godine bilo 1.940, a u 80-im godinama 20. stoljeća oko 3.400.
Tijekom socijalističkog razdoblja u bivšoj zajedničkoj državi MTČ je organiziran kao „radna organizacija“ (RO) koja je obuhvaćala više „osnovnih organizacija udruženog rada“ (OOUR). U tadašnjim medijima objavljen podatak o fizičkom obujmu proizvodnje u MTČ-u govorio je da je na tržištu prisutno više od 10 milijuna trikotažnih proizvoda, 11 milijuna pari čarapa i više nego 100 milijuna metara proizvoda pozamanterije MTČ-a. Poduzeće je u svojim OOUR-ima raspolagalo pogonima za proizvodnju sirovog pletiva, doradu pletiva (uključujući bojanje) te njegovo skladištenje, imalo je modelarnicu (u kojoj su se izrađivali uzorci i modeli gotovih proizvoda), krojačnicu, šivaonicu, pakiraonicu i skladište gotove robe, pogone za proizvodnju čarapa i pozamanterije, kao i pogone za transportne, tehničke i pomoćne poslove, među kojima servis za održavanje strojeva i opreme, te radnički restoran. 
U pletionici MTČ-a su pletaći strojevi iz končanog prediva proizvodili brojne vrste pletiva u metraži različite širine, od pamučnog finorebrastog, preko supreme (single jerseya) i interlocka, do pletenog frotira, pliša i drugih, koja su rađena iz mješavine pamuka i umjetnih vlakana (acetatnih, poliesterskih i poliamidnih). Iz tih materijala su se krojili i šivali raznovrsni gotovi trikotažni proizvodi, od  benkica preko štramplica do kombinezona za bebe, zatim dječje, žensko i muško donje rublje, pidžame i spavaćice, T-majice, maje s polo-kragnom, trenirke, športski dresovi i mnogi drugi artikli.
Početkom 90-ih godina 20. stoljeća i uspostavom samostalne Republike Hrvatske dogodila se velika promjena, jer je dotadašnje takozvano društveno poduzeće MTČ privatizirano. Postupak pretvorbe i privatizacije se zbog svoje složenosti odvijao nekoliko godina pa je Međimurska trikotaža Čakovec upisana u sudski registar Okružnog privrednog suda u Varaždinu, pod brojem registarskog uloška 1-154, kao Međimurska trikotaža dioničko društvo, Čakovec, a rješenjem Trgovačkog suda u Varaždinu od 30. studenoga 1995. provedeno je usklađenje općih akata sa Zakonom o trgovačkim društvima.
Ubrzo nakon toga slijedilo je cijepanje jedinstvene tvrtke na njih nekoliko, najprije u obliku društava s ograničenom odgovornošću, a zatim kao dioničkih društava, među kojima su bili MTČ d.d. Čakovec, MTČ Tvornica rublja d.d. Čakovec, MTČ Tvornica čarapa d.d. Čakovec, MTČ Tvornica dječje trikotaže d.d. Prelog, MTČ Tvornica konfekcije d.d. Kotoriba, MTČ Tvornica trikotaže d.d. Štrigova, MTČ tvornica športske odjeće d.d. Čakovec i MTČ Međunarodna špedicija i transport d.d. Čakovec. 
Sljedećih godina dogodile su se daljnje organizacijske promjene, a poslovanje je davalo sve slabije rezultate, javljao se sve češće gubitak, da bi na kraju većina tvrtki koja je u nazivu nosila ime MTČ završilo u stečaju i naposlijetku u likvidaciji. Poslovni prostori i zemljište likvidiranih tvrtki prodani su na dražbi, a neki tvornički objekti su nakon prodaje novim vlasnicima srušeni.

## Nasljeđe
Od trgovačkih društava proisteklih iz nekadašnjeg poduzeća MTČ, danas je aktivna samo „MTČ Tvornica trikotaže d.d.“ Štrigova, koja proizvodi skoro isključivo dječju odjeću i artikle za bebe. U Murskom Središću je tamošnja MTČ-ova tvornica za proizvodnju vrpci, vezica i čipki promijenilo vlasnika i preimenovana u Pozamanterija - m.t.č. d.o.o., pod kojim nazivom i danas posluje, a u Čakovcu postoji tvrtka Enigma design d.o.o., koja proizvodi i prodaje trikotažne proizvode robnih marki MTČ i Enigma, pretežno muško i žensko donje rublje.    

## Vanjske poveznice
- Srušena zgrada bivšeg MTČ-a u Čakovcu
- Sudski procesi vezani za propast MTČ-ovih tvornica